# Голещихин, Григорий Васильевич
Григорий Васильевич Голещихин (1925—1990) — советский воин-артиллерист в Великой Отечественной войне, Герой Советского Союза (9.02.1944). Сотрудник МВД СССР в послевоенные годы, капитан милиции.

## Биография
Родился 13 февраля 1925 года в деревне Петропавловка Колпашевской волости Нарымского уезда Томской губернии РСФСР (ныне — Колпашевский район Томской области) в русской крестьянской семье. Окончил Кузуровскую школу-семилетку, работал в колхозе «Советский Север».
В мае 1943 года был призван Колпашевским ГВК на службу в Рабоче-крестьянскую Красную Армию. С августа этого же года — на фронтах Великой Отечественной войны. Участвовал в боях на Воронежском и 1-м Украинском фронтах. Сражался в битве за Днепр.
К декабрю 1943 года гвардии сержант Григорий Голещихин был наводчиком орудия 317-го гвардейского истребительно-противотанкового артиллерийского полка 38-й армии 1-го Украинского фронта. Отличился во время Киевской оборонительной операции.
В ночь с 7 на 8 декабря 1943 года в районе села Ходоры Радомышльского района Житомирской области Украинской ССР немецкие войска предприняли мощную контратаку пехотными и танковыми подразделениями. Отражая атаку, лично уничтожил 5 танков, 4 автомашины, 2 транспорта с орудиями, около 80 солдат и офицеров. Его действия способствовали тому, что противнику не удалось прорвать оборону советских войск.
Указом Президиума Верховного Совета СССР «О присвоении звания Героя Советского Союза офицерскому и сержантскому составу артиллерии Красной Армии» от 9 февраля 1944 года за «образцовое выполнение боевых заданий Командования на фронте борьбы с немецкими захватчиками и проявленные при этом отвагу и геройство» гвардии сержанту Григорию Васильевичу Голещихину присвоено звание Героя Советского Союза с вручением ордена Ленина и медали «Золотая Звезда» за номером 2615.
Осенью 1944 года во время боёв в Карпатах получил тяжёлое ранение. Лечился в эвакогоспитале и в санатории в Пятигорске. В феврале 1945 года был демобилизован по инвалидности.
Работал в органах НКВД/МВД СССР. Окончил две школы милиции МВД СССР (разные специализации) — в 1947 году окончил Свердловскую, а в 1957 году — Минскую. Получил офицерское звание.
С июня 1945 года работал в милиции в Колпашевском районе Томской области, с июня 1957 года — в Молчановском районе. Служил оперуполномоченным Могочинского поселкового отделения милиции, в декабре 1961 года назначен на должность старшего оперуполномоченного районного отдела милиции. С сентября 1962 года проходил службу в должности начальника охраны при отделе милиции.
В 1966 году в звании капитана милиции с должности начальника ОВО Молчановского райотдела милиции был уволен в запас.
Проживал в городе Колпашево, работал начальником штаба гражданской обороны Колпашевского авиационного предприятия Западно-Сибирского управления гражданской авиации. Умер 6 декабря 1990 года, похоронен в Колпашево.

## Награды
- Герой Советского Союза (9.02.1944)
- Орден Ленина (9.02.1944)
- Ордена Отечественной войны 1-й (11.03.1985) и 2-й (8.05.1944) степеней
- Медаль «За отвагу» (28.09.1943)
- Ряд других медалей СССР[2]

## Память
- Бюст Героя установлен в городе Колпашево.
- Мемориальные доски установлена на административном здании СИЗО № 2 ФСИН России в городе Колпашево[6] и на здании Молчановского отдела внутренних дел в селе Молчаново Томской области[7].
- Именем Г. В. Голещихина названа улица в Колпашево[2].